# Santiago Bueno
Santiago Ignacio Bueno Sciutto (ur. 9 listopada 1998 w Montevideo) – urugwajski piłkarz pochodzenia włoskiego występujący na pozycji środkowego obrońcy w angielskim klubie Wolverhampton Wanderers oraz w reprezentacji Urugwaju.

## Życie Prywatne
Jest bratem Gastóna Bueno, kuzynem Gonzalo Bueno i bratankiem Gustavo Bueno, również piłkarzy.